# (73221) 2002 JP24
(73221) 2002 JP24 – planetoida z pasa głównego asteroid okrążająca Słońce w ciągu 3,34 lat w średniej odległości 2,23 j.a. Odkryta 8 maja 2002 roku.